# Фрязево
Фря́зево — посёлок в городском округе Электросталь Московской области России. Рядом с посёлком протекает река Вохонка.

## Население
| 2002 | 2006 | 2010 |
| ---- | ---- | ---- |
| 600  | ↘553 | ↗672 |

## История
Название посёлок получил в честь деревни Фрязино, расположенной в 10 километрах южнее. Деревня, в свою очередь, получила название по имени своих поселенцев — итальянских архитекторов, приглашённых для строительства Московского Кремля. На Руси их называли «фрязями». Название деревни, существующее до сих пор — Фрязино. Оттуда же произошло сходное название Фряново. В пятидесяти километрах северо-западнее деревни Фрязино находится одноимённый город, ранее являвшийся деревней с таким же названием. 
В середине XIX века эти земли принадлежали статскому советнику Анне Ивановне Шевич. Во Фрязине располагались фарфоровый и фаянсовый заводы купцов Бармина и Гусина.
В 1879 году на железнодорожной магистрали Москва — Нижний Новгород близ деревни Стёпаново построили станцию Богородск (53 км от Курского вокзала Москвы), с 1885 года переименованную в Стëпаново. С 1904 по 1911 год станция носила название Гжель, а затем получила имя села Фрязино, расположенного в десяти километрах южнее. При этом по неизвестной с абсолютной достоверностью причине название Фрязино трансформировалось во Фрязево. Наиболее вероятная причина — орфографическая ошибка чиновника, составившего документ о наименовании станции. 
Аналогичная ситуация есть на западе Подмосковья: станция, названная в честь села Ядромино, в результате орфографической ошибки чиновника превратилась в Ядрошино. 
До 1911 года никакие карты и архивные документы не содержат упоминания топонима Фрязево. Вблизи станции имелись лишь такие топонимы, как Стёпаново, Иванисово и Бабеево. 
Вокруг станции возник посёлок, которому также было присвоено название Фрязево. 
В 1955 году образован завод по ремонту военно-технического имущества Министерства обороны.
В 1995 году создан завод «Стройполимерпрогресс».
В 2005 году из состава посёлка вышла улица Новые Дома, образовав одноимённый посёлок.
2006—2018 гг. — посёлок в составе муниципального образования сельское поселение Стёпановское Ногинского района.
Рядом с посёлком расположено садоводческое товарищество «Фрязево», включающее более 300 участков.

## Экономика
- Железнодорожная станция Фрязево
- Завод ООО «Стройполимерпрогресс»
- Племенной завод ПСХ «Фрязево»